# 西貝流士音樂廳

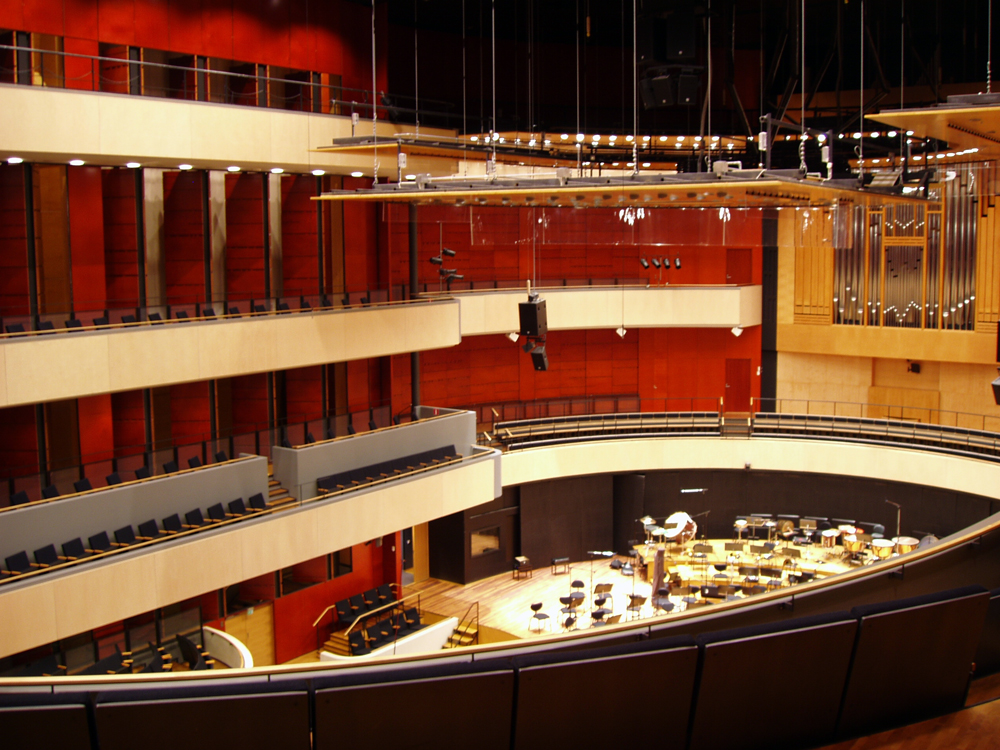
西贝柳斯音乐厅内部

西貝流士音樂廳（芬蘭語：Sibeliustalo）位於芬蘭拉赫蒂，以著名音樂家让·西贝柳斯的名字命名，於2000年落成，廳內共有1250個座位，是世間上少見以木材建成的音樂廳，故被英國聲響研究所前主席卓科·確斯評為世界十大音響效果最佳的音樂廳。
西贝柳斯音乐厅是拉赫蒂交响乐团的主场音乐厅。